# (19789) Susanjohnson
(19789) Susanjohnson (2000 QP149) – planetoida z pasa głównego asteroid okrążająca Słońce w ciągu 3,4 lat w średniej odległości 2,26 j.a. Odkryta 24 sierpnia 2000 roku.